# Eddie Miller (baloncestista)
Edwin B. "Eddie" Miller  (New Rochelle, Nueva York, 18 de junio de 1931-Boca Ratón, Florida, 9 de abril de 2014) es un exjugador de baloncesto estadounidense que disputó dos temporadas en la NBA. Con 2,03 metros de estatura, jugaba en la posición de ala-pívot.

## Trayectoria deportiva

### Universidad
Jugó durante tres temporadas con los Orangemen de la Universidad de Syracuse, en las que promedió 12,0 puntos por partido. Se convirtió en el primer jugador de su universidad en anotar 40 puntos en un partido, logrados ante Canisius el 1 de diciembre de 1951.

### Profesional
Fue elegido en la undécima posición del Draft de la NBA de 1952 por Milwaukee Hawks, aunque pocas semanas después de comenzada la temporada fue traspasado a los Baltimore Bullets a cambio de George Ratkovicz. Acabó la temporada promediando en total 10,5 puntos y 9,6 rebotes por partido.
Jugó una temporada más con los Bullets, haciéndolo como titular, en la que promedió 10,0 puntos y 6,8 rebotes por partido, tras la cual la franquicia desapareció, produciéndose un draft de dispersión en el que fue elegido por los Boston Celtics, pero no volvió a jugar en la NBA, retirándose definitivamente del baloncesto profesional en activo.

## Estadísticas de su carrera en la NBA

### Temporada regular
| Temporada | Edad | Equipo            | Liga | P   | TIT | MIN  | TC  | TCA  | %TC  | 3P | 3PA | %3P | TL  | TLA | %TL  | R.OF. | R.DEF. | REB | ASIS | ROB | TAP | PER | FP  | PTS  |
| 1952-53   | 21   | TOTAL             | NBA  | 70  |     | 28.8 | 3.9 | 11.2 | .350 |    |     |     | 2.7 | 4.1 | .652 |       |        | 9.6 | 1.6  |     |     |     | 3.6 | 10.5 |
| 1952-53   | 21   | Milwaukee Hawks   | NBA  |     |     |      |     |      |      |    |     |     |     |     |      |       |        |     |      |     |     |     |     |      |
| 1952-53   | 21   | Baltimore Bullets | NBA  |     |     |      |     |      |      |    |     |     |     |     |      |       |        |     |      |     |     |     |     |      |
| 1953-54   | 22   | Baltimore Bullets | NBA  | 72  |     | 23.0 | 3.4 | 8.3  | .407 |    |     |     | 3.2 | 4.4 | .729 |       |        | 7.5 | 1.3  |     |     |     | 2.7 | 10.0 |
| Total     |      |                   | NBA  | 142 |     | 25.9 | 3.6 | 9.7  | .374 |    |     |     | 2.9 | 4.3 | .692 |       |        | 8.5 | 1.5  |     |     |     | 3.1 | 10.2 |

### Playoffs
| Temp.   | Edad | Equipo            | Liga | P | MIN | TCA | TC | 3PA | 3P | TLA | TL | R.OF. | REB | ASIS | ROB | TAP | PER | FP | PTS | %TC  | %3P | %FT  | MIN  | PTS  | REB  | AST |
| 1952-53 | 21   | Baltimore Bullets | NBA  | 2 | 93  | 13  | 34 |     |    | 7   | 16 |       | 36  | 5    |     |     |     | 9  | 33  | .382 |     | .438 | 46.5 | 16.5 | 18.0 | 2.5 |
| Total   |      |                   | NBA  | 2 | 93  | 13  | 34 |     |    | 7   | 16 |       | 36  | 5    |     |     |     | 9  | 33  | .382 |     | .438 | 46.5 | 16.5 | 18.0 | 2.5 |